# Nature (rapper)
Nature, pseudonimo di Jermain Baxter (New York, 5 dicembre 1973), è un rapper statunitense.
Cresciuto nel Queensbridge, è conosciuto in particolare per una proficua collaborazione con il collega Nas, conosciuto sin dai tempi della scuola. Nel 1997 ha preso parte al progetto The Firm, che ha portato alla pubblicazione dell'album Nas, Foxy Brown, AZ, and Nature Present The Firm: The Album, realizzato insieme a Nas, AZ e Foxy Brown. Nel prosieguo della sua carriera, Nature ha collaborato anche con Noreaga, Cam'ron, Big Pun, Jadakiss e Styles P. Nel 2000 partecipa a QB's Finest e pubblica il suo primo album solista, For All Seasons, distribuito dalla major Columbia: il disco ottiene i favori della critica, ma nessun riscontro di vendite. Seguono Wild Gremlinz e Pain Killer, altri album ignorati da pubblico e critica.

## Discografia
Album in studio
- 2000 - For All Seasons
- 2002 - Wild Gremlinz
- 2008 - Pain Killer
- 2016 - Target Practice

EP
- 2013 - Seasons Changed: Spring Edition
- 2013 - Seasons Changed: Summer Edition
- 2013 - Seasons Changed: Fall Edition
- 2014 - Seasons Changed: Winter Edition

Album collaborativi
- 1997 – The Album (con The Firm)

Raccolte
- 2015 - Seasons Changed
- 2016 - Queens Classics
- 2017 - Queens Classics 2

Mixtape
- 2007 - The Nature Files: The Best of Nature Vol.1
- 2008 - The Lost Tapes Volume 1
- 2013 - The Ashtray Effect
- 2015 - The Ashtray Effect Vol.2
- 2015 - The Ashtray Effect Vol.3